# Maycon (football, 1997)
Pour les articles homonymes, voir Maycon.
Maycon de Andrade Barberan, dit Maycon, né le 15 juillet 1997 à São Paulo (Brésil), est un footballeur brésilien, qui évolue au poste de milieu de terrain au SC Corinthians.

## Biographie

### En équipe nationale
Avec les moins de 20 ans, il participe au championnat sud-américain des moins de 20 ans en 2017. Lors de cette compétition, il joue sept matchs. Il marque un but contre l'Équateur, et délivre une passe décisive face à l'Argentine.

## Statistiques
| Saison                | Club                  | Championnat           | Championnat | Championnat | Coupe(s) nationale(s) | Coupe(s) nationale(s) | Supercoupe | Supercoupe | Compétition(s) continentale(s) | Compétition(s) continentale(s) | Compétition(s) continentale(s) | Ligue régionale | Ligue régionale | Total | Total |
| Saison                | Club                  | Division              | M.          | B.          | M.                    | B.                    | M.         | B.         | Comp.                          | M.                             | B.                             | M.              | B.              | M.    | B.    |
| 2016                  | SC Corinthians        | Série A               | 2           | 0           | -                     | -                     | -          | -          | CL                             | 3                              | 0                              | 10              | 1               | 15    | 1     |
| 2017                  | SC Corinthians        | Série A               | 36          | 1           | 5                     | 1                     | -          | -          | CS                             | 4                              | 1                              | 13              | 2               | 58    | 5     |
| 2018                  | SC Corinthians        | Série A               | 10          | 0           | 2                     | 1                     | -          | -          | CL                             | 6                              | 0                              | 16              | 1               | 34    | 2     |
| Sous-total            | Sous-total            | Sous-total            | 48          | 1           | 7                     | 2                     | -          | -          | -                              | 13                             | 1                              | 39              | 4               | 107   | 8     |
| 2016                  | AA Ponte Preta (prêt) | Série A               | 16          | 2           | 3                     | 0                     | -          | -          | -                              | -                              | -                              | -               | -               | 19    | 2     |
| Sous-total            | Sous-total            | Sous-total            | 16          | 2           | 3                     | 0                     | -          | -          | -                              | -                              | -                              | -               | -               | 19    | 2     |
| 2018-2019             | Chakhtar Donetsk      | Premier-Liha          | 21          | 4           | 2                     | 0                     | 0          | 0          | C1+C3                          | 6+1                            | 1+0                            | -               | -               | 30    | 5     |
| 2019-2020             | Chakhtar Donetsk      | Premier-Liha          | 10          | 1           | -                     | -                     | -          | -          | C3                             | 2                              | 0                              | -               | -               | 12    | 1     |
| 2020-2021             | Chakhtar Donetsk      | Premier-Liha          | 19          | 2           | 1                     | 0                     | -          | -          | C1+C3                          | 6+4                            | 0                              | -               | -               | 30    | 2     |
| 2021-2022             | Chakhtar Donetsk      | Premier-Liha          | 15          | 0           | -                     | -                     | 1          | 0          | C1                             | 10                             | 0                              | -               | -               | 26    | 0     |
| Sous-total            | Sous-total            | Sous-total            | 65          | 7           | 3                     | 0                     | 1          | 0          | -                              | 29                             | 1                              | -               | -               | 98    | 8     |
| Total sur la carrière | Total sur la carrière | Total sur la carrière | 129         | 10          | 14                    | 2                     | 1          | 0          | -                              | 42                             | 2                              | 39              | 4               | 225   | 18    |

## Palmarès
SC Corinthians
- Champion du Brésil en 2017.
- Vainqueur du Campeonato Paulista en 2017 et 2018.